# Christer Banck
Christer Banck, född 20 april 1935 i Stockholm, död där 6 november 2001, var en svensk skådespelare.

## Biografi
Banck inledde sin karriär som trollkarl i Matteuspojkarna och sysslade även med teckning och målning. Han utbildades på studioscenen av Sten Larsson, men tog också privatlektioner för Sif Ruud och Andris Blekte och spelade därefter på turnéer i Sverige och Finland. 1971 fick han ett fast engagemang Riksteaterns Västeråsensemble. Därefter var han verksam vid Stockholms stadsteater.
Förutom teatern var Banck också verksam som skådespelare på i film och på TV. Han fick ofta biroller där han gestaltade särpräglade bifigurer i samhällets utkanter, till exempel i TV-filmen Den nya människan. Hans enda huvudroll var i Peter Kylbergs Jag.
Han levde de sista åren av sitt liv tillsammans med skådespelaren Inger Norryd.[källa behövs]

## Filmografi
- 1965 – Bödeln
- 1966 – Jag
- 1966 – Operation Argus (TV-serie)
- 1969 – Ni ljuger.
- 1971 – Amala Kamala
- 1971 – Det händer i Sålunda (TV-serie)
- 1973 – Herrarna i hagen (TV-serie)
- 1974 – Engeln (TV-serie)
- 1975 – Ungkarlshotellet
- 1976 – Hallo Baby
- 1979 – Den nya människan
- 1979 – Selambs (TV-serie)
- 1980 – Mördare! Mördare!
- 1980 – Lycka till (TV-serie)
- 1980 – Barnens ö
- 1980 – Jag är bara en vanlig grabb
- 1981 – Ingenting att bråka om, Johansson
- 1982 – Skulden (TV-serie)
- 1983 – Spanarna (TV-serie)
- 1983 – Distrikt 5 (TV-serie)
- 1985 – En ettas dagbok (TV-serie)
- 1985 – Korset (TV-serie)
- 1986 – Fläskfarmen
- 1986 – Beskyddarna
- 1986 – Kunglig toalette
- 1987 – Råsopen
- 1987 – The Girl
- 1988 – Kråsnålen (TV-serie)
- 1988 – Som man ropar
- 1989 – Tre kärlekar (TV-serie)
- 1989 – Varuhuset (TV-serie)
- 1989 – Jag är här (kortfilm)
- 1992 – Hassel – Svarta banken
- 1993 – Pariserhjulet
- 2000 – Fem gånger Storm (TV-serie)

## Teater

### Roller (ej komplett)
| År   | Roll                      | Produktion                                                                                  | Regi                                                   | Teater                    |
| ---- | ------------------------- | ------------------------------------------------------------------------------------------- | ------------------------------------------------------ | ------------------------- |
| 1959 |                           | Rika morbror August Blanche                                                                 | Lars Hofgård                                           | Munkbroteatern            |
| 1965 | Fånge 19                  | Buren (The Brig) Kenneth Brown                                                              | Sten Lonnert                                           | Stockholms stadsteater    |
| 1967 |                           | Peer Gynt Henrik Ibsen                                                                      | Jerk Liljefors                                         | Riksteatern               |
| 1971 | Hovfolk                   | De vilda svanarna (De vilde Svaner) H.C. Andersen                                           | Fred Hjelm                                             | Stockholms stadsteater    |
| 1972 | Holger                    | Tillståndet Kent Andersson och Bengt Bratt                                                  | Fred Hjelm                                             | Stockholms stadsteater    |
| 1973 | Hertigen av Albany        | Kung Lear (King Lear) William Shakespeare                                                   | Kalle Holmberg                                         | Stockholms stadsteater    |
| 1973 | Ferdinand von Hierling    | An der schönen blauen Donau (Geschichten aus dem Wienerwald) Ödön von Horvath               | Jan Håkanson                                           | Stockholms stadsteater    |
| 1973 | Rutger von Örneclou       | Gösta Berlings saga Selma Lagerlöf                                                          | Johan Bergenstråhle Marie-Louise De Geer Bergenstråhle | Stockholms stadsteater    |
| 1974 | Evas man                  | Jösses flickor, befrielsen är nära Suzanne Osten och Margareta Garpe                        | Suzanne Osten                                          | Stockholms stadsteater    |
| 1975 | Mr Cotton Hussein         | Peer Gynt, del II Henrik Ibsen                                                              | Fred Hjelm                                             | Stockholms stadsteater    |
| 1975 | Simjonov-Pistjtjik        | Körsbärsträdgården (Вишнёвый сад, Visjnjovyj sad) Anton Tjechov                             | Jan Håkanson                                           | Stockholms stadsteater    |
| 1979 | Sjtjerbuk, godsägare      | Platonov (Платонов) Anton Tjechov                                                           | Otomar Krejča                                          | Stockholms stadsteater    |
| 1980 | Theseus                   | Till Fedra Per Olov Enquist                                                                 | Gunilla Berg                                           | Stockholms stadsteater    |
| 1982 | Josefs morfar Vaktmästare | Agnes Bernauer Franz Xaver Kroetz                                                           | Johan Bergenstråhle                                    | Stockholms stadsteater    |
| 1982 | Marmeladov                | Brott och straff (Преступление и наказание, Prestuplenije i nakazanije) Fjodor Dostojevskij | Jan Håkanson                                           | Stockholms stadsteater    |
| 1984 | Läkare Hertig Karl        | Daniel Hjort eller Skuggornas hämnd Josef Julius Wecksell                                   | Jan Håkanson                                           | Stockholms stadsteater    |
| 1997 | Daniel                    | Spelman på taket (Fiddler on the Roof) Jerry Bock, Sheldon Harnick och Joseph Stein         | Georg Malvius                                          | Stockholms stadsteater    |
| 2000 |                           | Att tukta en argbigga (The Taming of the Shrew) William Shakespeare                         | Pontus Plaenge                                         | Shakespeare på Gräsgården |

### Fotnoter
1. 1 2 3  ”Christer Banck”. Svensk Filmdatabas. http://www.sfi.se/sv/svensk-filmdatabas/Item/?type=PERSON&itemid=67267&ref=%2ftemplates%2fSwedishFilmSearchResult.aspx%3fid%3d1225%26epslanguage%3dsv%26searchword%3dChrister+Banck%26type%3dPerson%26match%3dBegin%26page%3d1%26prom%3dFalse. Läst 27 september 2012.
2. ↑  ”Blanche på Munkbroteatern”. Dagens Nyheter:  s. 14. 28 september 1959. https://arkivet.dn.se/tidning/1959-09-28/263/14. Läst 7 augusti 2018.
3. ↑  ”Teaterannons”. Dagens Nyheter:  s. 42. 5 november 1967. https://arkivet.dn.se/tidning/1967-11-05/300/46. Läst 30 maj 2018.
4. ↑  Pia Huss (11 juli 2000). ”TEATER: Rätten att få andas fritt. Ensemblen skapar en komiskt bråkig bonad där även de mindre rollerna lyfts fram”. Dagens Nyheter. https://www.dn.se/arkiv/kultur/teater-ratten-att-fa-andas-fritt-ensemblen-skapar-en-komiskt-brakig-bonad-dar-aven-de-mindre/. Läst 23 januari 2022.